# 己 (天干)
己，天干的第六位。其在方位上指中央，五行屬土，陰陽属陰。天干亦可表示植物的生長週期，己指植物開始屈曲其形。

## 含己的干支
- 己巳
- 己卯
- 己丑
- 己亥
- 己酉
- 己未

## 關於己年的大事
- 1919年（己未年）五四運動
- 1989年（己巳年）六四事件
- 2019年（己亥年）反對逃犯條例修訂草案運動